# Tropaeolum umbellatum
Tropaeolum umbellatum is een plantensoort uit de familie Tropaeolaceae. De soort is endemisch in Ecuador. Zijn natuurlijke habitat is subtropische of tropische, vochtige, montane bossen.